# Zabolotove, Kroleveț
Zabolotove (în ucraineană Заболотове) este un sat în comuna Cervonîi Ranok din raionul Kroleveț, regiunea Sumî, Ucraina. În secolul al XIX-lea, satul făcea parte din volostul Mutîn, uezdul Kroleveț.

## Demografie
Componența lingvistică a localității Zabolotove
     Ucraineană (96,59%)
     Rusă (2,27%)
Conform recensământului din 2001, majoritatea populației localității Zabolotove era vorbitoare de ucraineană (96,59%), existând în minoritate și vorbitori de rusă (2,27%).